# Virginie Delvingt
Virginie Delvingt (* 8. Juli 1971 in Strasbourg) ist eine ehemalige französische Badmintonspielerin. 

## Karriere
Virginie Delvingt nahm 1992 sowohl im Damendoppel als auch im Dameneinzel an Olympia teil. Sie verlor dabei in beiden Disziplinen ihr Auftaktmatch und wurde somit 17. im Doppel und 33. im Einzel. Bereits 1989 hatte sie ihren ersten Meistertitel in Frankreich erkämpft. Insgesamt gewann sie acht nationale Titel. 1990 gewann sie die Israel International.

## Sportliche Erfolge
| Saison    | Veranstaltung                                 | Disziplin   | Platz | Name                                    |
| --------- | --------------------------------------------- | ----------- | ----- | --------------------------------------- |
| 1984/1985 | Französische Nachwuchsmeisterschaft (Minimes) | Dameneinzel | 1     | Virginie Delvingt                       |
| 1987/1988 | Französische Juniorenmeisterschaft            | Dameneinzel | 1     | Virginie Delvingt                       |
| 1987/1988 | Französische Juniorenmeisterschaft            | Damendoppel | 1     | Virginie Delvingt / Sandra Dimbour      |
| 1988      | Spanish International                         | Damendoppel | 1     | Virginie Delvingt / Christelle Mol      |
| 1988/1989 | Französische Meisterschaft                    | Damendoppel | 1     | Virginie Delvingt / Christelle Mol      |
| 1988/1989 | Französische Juniorenmeisterschaft            | Mixed       | 1     | François Gallet / Virginie Delvingt     |
| 1988/1989 | Französische Juniorenmeisterschaft            | Damendoppel | 1     | Virginie Delvingt / Christelle Mol      |
| 1990      | Israel International                          | Damendoppel | 1     | Christelle Mol / Virginie Delvingt      |
| 1990/1991 | Französische Meisterschaft                    | Mixed       | 1     | Christophe Jeanjean / Virginie Delvingt |
| 1990/1991 | Französische Meisterschaft                    | Damendoppel | 1     | Christelle Mol / Virginie Delvingt      |
| 1991/1992 | Französische Meisterschaft                    | Mixed       | 1     | Christophe Jeanjean / Virginie Delvingt |
| 1992      | Olympia                                       | Damendoppel | 17    | Christelle Mol / Virginie Delvingt      |
| 1992      | Olympia                                       | Dameneinzel | 33    | Virginie Delvingt                       |
| 1992/1993 | Französische Meisterschaft                    | Mixed       | 1     | Manuel Dubrulle / Virginie Delvingt     |
| 1993/1994 | Französische Meisterschaft                    | Mixed       | 1     | Manuel Dubrulle / Virginie Delvingt     |
| 1994/1995 | Französische Meisterschaft                    | Mixed       | 1     | Manuel Dubrulle / Virginie Delvingt     |
| 1995/1996 | Französische Meisterschaft                    | Damendoppel | 1     | Sandrine Lefèvre / Virginie Delvingt    |